# الملا سالم الحسينان
الملا سالم الحسينان ، (1897 - 1976) من اوائل المدرسين في المدرسة المباركية حيث بدأ التدريس فيها 1918 وأستمر حتى عام 1943 م ، كما يعتبر من أهم المساهمين في تأسيس مدارس (الأحمدية، القبلية، روضة البنين المستقلة، المرقاب).

## حياته العلمية
ولد الملا سالم علي عبدالرحمن عبدالكريم علي الحسينان في حقبة الدولة السعودية الثالثة وتحديدآ في منطقة سدير سنة 1897م/ 1314 هـ ، وتعلم في مبتدأ حياته على يد علماء الكويت المشهورين من أمثال الشيخ يوسف بن عيسى القناعي والشيخ عمر عاصم وفي عام 1918 بدأ التدريس بمدارس الكويت هنا وهناك حين أصبح محط أنظار الناس، وفي سنة 1918 درس في المدرسة المباركية والأحمدية والمرقاب وغيرها ، وقد تتلمذ على يديه العديد من أبناء الكويت من جميع المستويات منهم سمو الأمير الشيخ صباح الأحمد الجابر الصباح والشيخ سعد العبد الله السالم الصباح والشيخ عبد الله الأحمد الصباح، وغيرهم من أبناء الكويت الكثيرين ، كما زار الملا سالم الحسينان القاهرة واطلع على نشاطها الثقافي والتعليمي هناك.

## أبناءه
- محمد الحسينان.
- يوسف الحسينان.
- عبدالله الحسينان.

## مؤلفاته
له كتابات متفرقة أغلبها في الوصايا والحكم، وهي تشير إلى تقواه وورعه وزهده في الدنيا.

## وفاته
أصيب المربي الفاضل في أخريات حياته بمرض الشلل حيث شل نصفه الأيمن، وتوفي سنة 1976م في مستشفى الصباح بالكويت.

## من كلماته الخالدة
- إن العلم في الإسلام فريضة، إذا قام بها المسلم وتعلم، فلابد أن ينفع غيره ويعلم الناس.